# 1980 en musique classique
| \| • Retour à la chronologie générale de la musique classique • \| |
| Grèce • Rome • Haut Moyen Âge • VIIIe siècle • IXe siècle • Xe siècle • XIe siècle XIIe siècle • XIIIe siècle • XIVe siècle • XVe siècle • XVIe siècle • XVIIe siècle XVIIIe siècle • XIXe siècle • XXe siècle • XXIe siècle |
| • Retour à la chronologie générale de la musique classique • |

| Années en musique classique : 1977 - 1978 - 1979 - 1980 - 1981 - 1982 - 1983    |
| Décennies en musique classique : 1950 - 1960 - 1970 - 1980 - 1990 - 2000 - 2010 |

## Événements

### Créations
- 2 mars : le Concerto pour clavecin de Henryk Górecki, créé à Katowice en Pologne.
- 20 mars : Arcane de Michèle Reverdy, créé à l'Institut français de Madrid.
- 17 août : Fratres (version violon-piano) de Arvo Pärt, créée par Gidon Kremer et Elena Bashkirova lors du Festival de Salzbourg.
- 22 août : le Triple concerto pour violon, alto et violoncelle de Michael Tippett, créé  par l'Orchestre symphonique de Londres dirigé par Colin Davis.
- 2 septembre : The Lighthouse, opéra de chambre de Peter Maxwell Davies, créé par The Fires of London sous la direction de Richard Buffalo.
- 5 septembre : Satyagraha, opéra de Philip Glass, créé à Rotterdam
- 12 octobre : Annum per annum d'Arvo Pärt, créé à Spire en Allemagne.
- 24 décembre : L'Histoire de Kaï et Gerda, opéra de Sergueï Banevitch, à Saint-Pétersbourg.

### Autres
- 1er janvier : concert du nouvel an de l'orchestre philharmonique de Vienne au Musikverein, dirigé par Lorin Maazel.

#### Date indéterminée
- Fondation de l'Ensemble Modern, un ensemble de musique de chambre allemand dont le répertoire est consacré à la musique moderne.
- Fondation du Nieuw Ensemble d'Amsterdam.
- Fondation de The King's Consort.
- Fondation du Quatuor Artis.
- Fondation du Quatuor Arriaga.
- Fondation du Quintette Moraguès.
- Création du Conservatoire national supérieur de musique et de danse de Lyon.
- Premier Concours de flûte Jean-Pierre-Rampal.

## Prix
- Viktoria Mullova obtient le 1er prix de violon du Concours international de violon Jean-Sibelius.
- Dang Thai Son obtient le 1er prix de piano du Concours international de piano Frédéric-Chopin.
- Dietrich Fischer-Dieskau reçoit le Prix Ernst-von-Siemens.
- Marie-Claire Alain reçoit le Prix musical Léonie-Sonning.

## Naissances

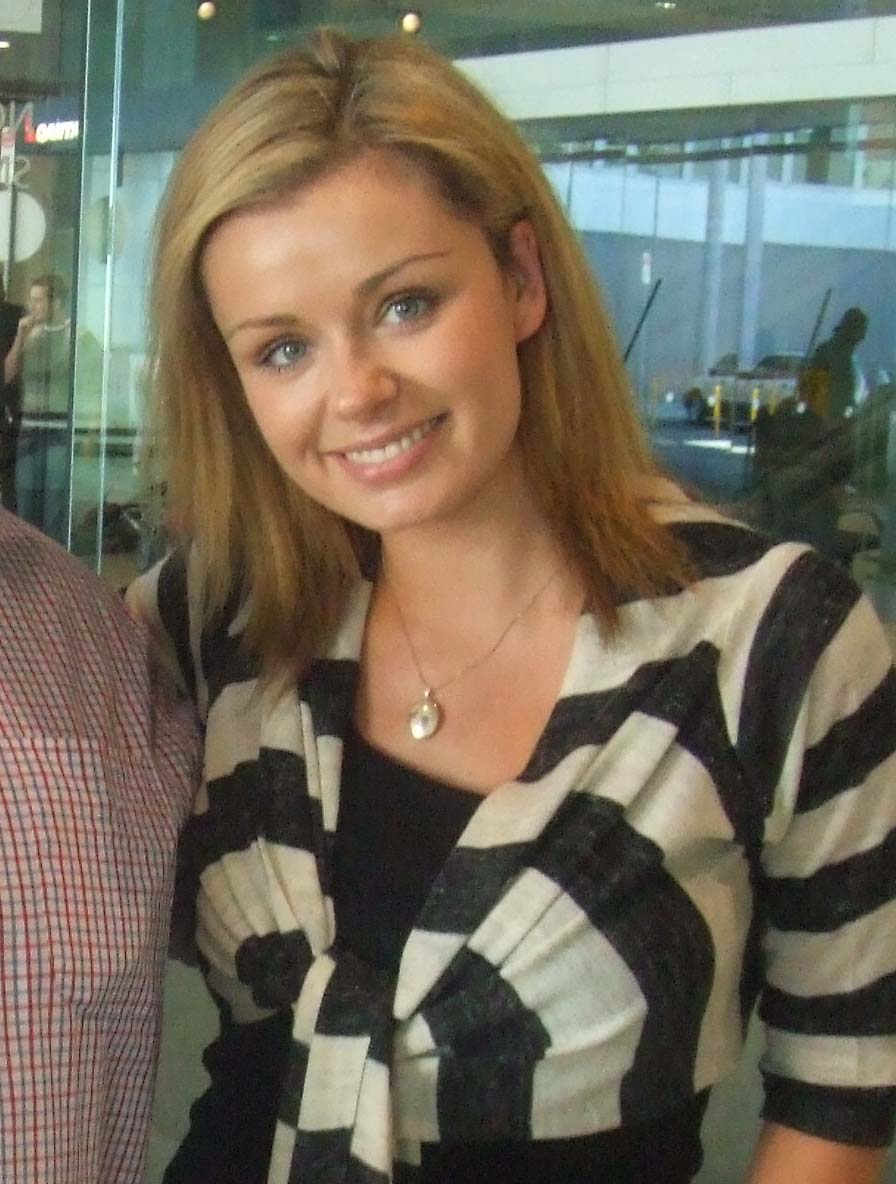
Katherine Jenkins

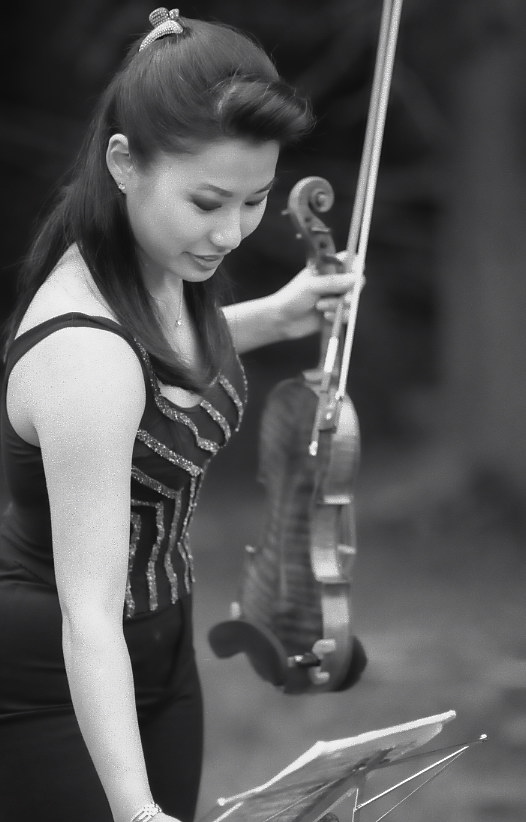
Sarah Chang

- 21 janvier : Abbie Betinis, compositrice américaine.
- 23 février : 
  - Cornelius Meister, chef d'orchestre et pianiste allemand.
  - Rafael Payare, chef d'orchestre vénézuélien.
- 15 mars : Cristian Măcelaru, chef d'orchestre roumain.
- 7 avril : Julien Hardy, bassoniste français.
- 14 avril : Dong-Min Lim, pianiste sud-coréen.
- 19 avril : Ievgueni Soudbine, pianiste russe.
- 29 avril : Pietari Inkinen, chef d'orchestre et violoniste finlandais.
- 21 mai : Olga Peretiatko, soprano russe.
- 18 juin : Jasser Haj Youssef, violoniste, compositeur et musicologue tunisien.
- 29 juin : Katherine Jenkins, chanteuse mezzo-soprano.
- 15 juillet : Masayuki Hirahara, pianiste et compositeur japonais.
- 30 juillet :
  - David Garrett, violoniste allemand.
  - Ayako Uehara, pianiste japonaise.
- 6 août : Christiane Karg, soprano allemande.
- 17 août : Aurore Tillac, cheffe du chœur de l'Armée française à la Garde républicaine.
- 7 septembre : Sarah Tysman, pianiste française.
- 14 septembre : Summer Watson, chanteuse lyrique soprano britannique.
- 16 octobre : Yordan Kamdzhalov, chef d'orchestre bulgare.
- 5 novembre : Ibrahim Maalouf, musicien, compositeur, notamment de musiques de films, arrangeur, producteur et professeur franco-libanais.
- 8 novembre : Ana Vidović, guitariste classique.
- 10 novembre : Keita Matsumiya, compositeur japonais de musique contemporaine.
- 10 décembre : Sarah Chang, violoniste américaine.

### Date indéterminée
- Maxine Aulio, compositrice français.
- Romain Descharmes, pianiste français.
- Alexandre Doisy, saxophoniste français.
- Vincent Dubois, organiste français.
- Olivier Houette, organiste et claveciniste français.
- Eun Sun Kim, cheffe d'orchestre sud-coréenne.
- Xénia Maliarevitch, pianiste française.
- Ariane Matiakh, chef d'orchestre française.
- Marc Mauillon, chanteur d'opéra baryton français.
- Francesco Meli, ténor italien.
- Marina Rebeka, soprano lettone.
- Rinat Shaham, mezzo-soprano.
- Dobrinka Tabakova, compositrice britanno-bulgare.
- Wang Jie, compositrice américaine.

## Décès

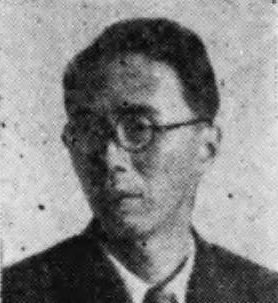
Seiichi Suzuki

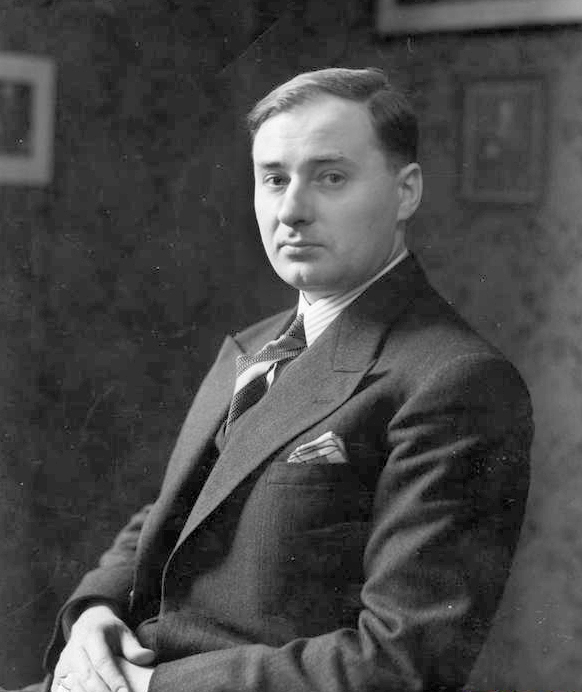
Bolesław Woytowicz

- 7 janvier : José Subirá, musicologue et compositeur espagnol (° 20 août 1882).
- 8 janvier : Louis Speyer, hautboïste américain (° 2 mai 1890)
- 10 janvier : Pierre Leemans, musicien et compositeur de musique classique belge (° 31 mai 1897).
- 12 janvier : Frederico de Freitas, compositeur, chef d'orchestre, musicologue et pédagogue portugais (° 15 novembre 1902).
- 15 janvier : Édouard Senny, compositeur, pianiste et poète belge (° 22 décembre 1923).
- 21 janvier : Elvira de Hidalgo, soprano colorature espagnole (° 28 décembre 1891).
- 24 janvier : Stanislas Neuhaus, pianiste soviétique (° 21 mars 1927).
- 28 janvier : Franco Evangelisti, compositeur italien (° 21 janvier 1926).
- 8 mars : Fernand Gillet, hautboïste et professeur de musique franco-américain (° 15 octobre 1882).
- 15 mars : Paul Fiévet, compositeur français (° 11 décembre 1892).
- 17 mars : Rudolf Escher, compositeur néerlandais (° 8 janvier 1912).
- 25 mars : Walter Susskind, chef d'orchestre tchèque naturalisé britannique (° 1er mai 1913).
- 28 mars : Hans Hermann Nissen, baryton-basse allemand (° 20 mai 1893).
- 14 mai : 
  - Hilda Jerea, pianiste et compositrice roumaine (° 17 mars 1916).
  - Wilhelm Weismann, compositeur et musicologue allemand, spécialiste de l'étude de la Renaissance (° 20 septembre 1900).
- 27 mai : Seiichi Suzuki, compositeur japonais (° 16 mars 1901).
- 11 juin : Bolesław Woytowicz, pianiste et compositeur polonais (° 5 décembre 1899).
- 19 juin : Georges Hugon, compositeur français (° 23 juillet 1904).
- 20 juin : Allan Pettersson, compositeur et altiste suédois (° 19 septembre 1911).
- 21 juin : Bert Kaempfert, compositeur, arrangeur et chef d'orchestre allemand (° 16 octobre 1923).
- 28 juin :
  - Yoshirō Irino, compositeur japonais (° 13 novembre 1921).
  - José Iturbi, pianiste, compositeur et chef d'orchestre espagnol (° 28 novembre 1895).
- 15 juillet : Henri Martelli, compositeur français (° 25 février 1895).
- 28 juillet : Otakar Kraus, baryton tchèque naturalisé britannique (° 10 décembre 1909).
- 27 août : André Marchal, organiste, professeur d'orgue et improvisateur français (° 6 février 1894).
- 2 septembre : Marcel Ciampi, pianiste français (° 29 mai 1891).
- 2 octobre : Lina Pagliughi, soprano italienne d'origine américaine (° 27 mai 1907)
- 8 octobre : Maurice Martenot, pédagogue français (° 14 octobre 1898).
- 12 octobre : Antoine Goléa, musicologue français (° 30 août 1906).
- 15 octobre : Paul Camerlo, chanteur, metteur en scène et directeur d'opéra (° 20 mai 1899).
- 17 octobre : Yvonne Astruc, violoniste française (° 27 avril 1889).
- 26 octobre : Bjørn Fongaard, guitariste et compositeur norvégien de musique contemporaine (° 2 mars 1919).
- 14 novembre : Guy Ferchault, musicologue et critique musical français (° 16 août 1904).
- 15 novembre : Emilio Pujol, guitariste, compositeur et pédagogue espagnol (° 7 avril 1886).
- novembre : Hermann Ulbrich, musicien d'église, chef d'orchestre et chef de chœur suisse (° 1903).
- 8 décembre : Sverre Bergh, compositeur et organiste norvégien (° 2 novembre 1915).
- 9 décembre : Otto Cesana, compositeur américain (° 7 juillet 1899).
- 13 décembre : Hans Richter-Haaser, pianiste, chef d'orchestre et compositeur allemand (° 6 janvier 1912).
- 31 décembre : Youra Guller, pianiste française (° 14 mai 1895).

Date indéterminée
- Philipp Dreisbach, clarinettiste classique allemand (° 28 janvier 1891).